# Ngày ấy tôi lên mười ba tuổi
Ngày ấy tôi lên mười ba tuổi (tiếng Ukraina: Мені тринадцятий минало...) – là một bài thơ của Đại thi hào dân tộc Ukraina, Taras Shevchenko.
Bài thơ này được Shevchenko sáng tác trong quãng thời gian ở pháo đài Orsk, từ 22 tháng 6 năm 1847 đến 11 tháng 5 năm 1848. Khoảng cuối năm 1849 hoặc đầu năm 1850, sau khi trở về từ cuộc thám hiểm ở biển Aral, Shevchenko đặt tên cho bài thơ này là Gửi N. N. Đây là biệt danh cho người bạn gái Oksana Kovalenko của Shevchenko thời thơ ấu. N. N cũng là tựa đề của một số bài thơ khác của Taras Shevchenko.

## Phổ nhạc
Lời của bài thơ này được nhạc sĩ Ukraina Porphyrio Batiuk phổ nhạc năm 1922.

## Hội họa
Nội dung của bài thơ "Ngày ấy tôi lên mười ba tuổi" được thể hiện qua những bức tranh cùng tên của các họa sĩ: Anatolia Bialystok (1961), Peter Verny (1935), Basil Arontsya (1963), Andrey Suhorskoho (1951), Oleg Shuplyaka (2009).

## Bản dịch tiếng Việt
| Мені тринадцятий минало Мені тринадцятий минало. Я пас ягнята за селом. Чи то так сонечко сіяло, Чи так мені чого було? Мені так любо, любо стало, Неначе в Бога...... Уже прокликали до паю, А я собі у бур'яні Молюся Богу... І не знаю, Чого маленькому мені Тойді так приязно молилось, Чого так весело було. Господнє небо, і село, Ягня, здається, веселилось! І сонце гріло, не пекло! Та недовго сонце гріло, Недовго молилось... Запекло, почервоніло І рай запалило. Мов прокинувся, дивлюся: Село почорніло, Боже небо голубеє І те помарніло. Поглянув я на ягнята — Не мої ягнята! Обернувся я на хати — Нема в мене хати! Не дав мені Бог нічого!.. І хлинули сльози, Тяжкі сльози!.. А дівчина При самій дорозі Недалеко коло мене Плоскінь вибирала, Та й почула, що я плачу. Прийшла, привітала, Утирала мої сльози І поцілувала... Неначе сонце засіяло, Неначе все на світі стало Моє... лани, гаї, сади!.. І ми, жартуючи, погнали Чужі ягнята до води. Бридня!.. А й досі, як згадаю, То серце плаче та болить, Чому Господь не дав дожить Малого віку у тім раю. Умер би, орючи на ниві, Нічого б на світі не знав. Не був би в світі юродивим. Людей і [Бога] не прокляв! [Друга половина 1847, Орська кріпость] | Ngày ấy tôi lên mười ba tuổi Ngày ấy tôi chăn cừu ngoài bãi Mặt trời khi đó thật rạng ngời Mà có thể, do khi đó tôi vui Vì điều gì không biết. Nhưng tất cả Như cõi bồng lai ở trên trời..... Đã nghe tiếng gọi bữa ăn chiều Khi tôi ngập mình trong bãi cỏ Trong lặng lẽ tôi cầu xin Chúa Dù chỉ một lần nữa trong đời Được hạnh phúc và được sướng vui Tôi cứ ngỡ cả ruộng đồng, tất cả Cả bầy cừu cũng thảy mừng vui Mặt trời ấm – Không phải lửa ngục rồi! Nhưng mặt trời sưởi ấm chẳng được lâu Chẳng được lâu linh nghiệm những lời cầu Tất cả đều trôi qua mau Thiên đường của tôi sụp đổ Tôi nhìn quanh, giống như người ngái ngủ: Ngôi làng tôi đã chuyển thành màu đen Bầu trời xanh của Chúa vốn màu xanh Cũng bỗng chốc trở thành u ám. Tôi ngoảnh nhìn bầy cừu non Bầy cừu non không phải của mình! Tôi ngoái nhìn mái nhà tranh Mái nhà tranh của tôi chẳng có! Đức Chúa Trời chẳng cho tôi gì cả Số phận của tôi cay đắng xót xa Để những dòng nước mắt bỗng trào ra Những dòng nước mắt chua chát Một cô gái đi trên đường đã gặp Khi nàng nghe tôi khóc Đã đến gần âu yếm, vỗ về tôi Nàng lau sạch dòng nước mắt Và nàng ôm hôn tôi. Để lần nữa mặt trời lại rạng ngời Để lần nữa dường như tất cả Cây sồi xanh, khu vườn, đồng cỏ Lại trở thành của tôi. Chúng tôi đùa vui, chúng tôi cùng cười Rồi xua đàn cừu xuống hồ uống nước. Hôm này nhớ lại. Ôi câu chuyện vặt Một nỗi buồn dâng ngập giữa lòng tôi Nếu không cho tôi cõi cực lạc trên trời Thì cho được sống theo lòng thương của Chúa: Cho tôi được cày đồng ruộng quê hương Cho không mang tiếng là kẻ điên cuồng Cho không biết cảnh sống nơi tù ngục Không rủa nguyện Đức Chúa với người dân. Bản dịch của Nguyễn Viết Thắng |